# Truppenübungsplatz Brdy

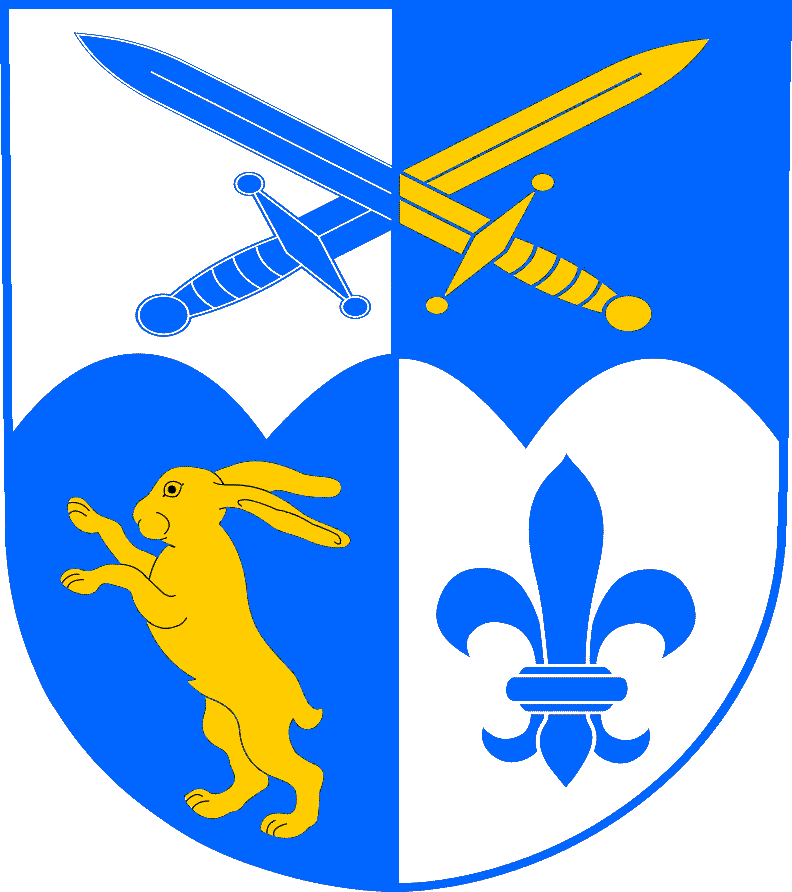
Ehemaliges Wappen des Truppenübungsplatzes Brdy

Der Truppenübungsplatz Brdy (tschechisch VVP Jince, auch Vojenský újezd Brdy) war ein Truppenübungsplatz in Tschechien, der zum 31. Dezember 2015 aufgelöst wurde. Administrativ war er ein besonderes, direkt dem tschechischen Staat zugehöriges Gebiet mit 27 Einwohnern (1. Januar 2015). Er lag im Okres Příbram zwischen den Städten Příbram, Hořovice und Rokycany im Brdywald und hatte eine Fläche von 260,18 km². Sitz des Truppenübungsplatzes war Jince.

## Geschichte
Der Truppenübungsplatz wurde im Jahre 1930 als Artillerieschießplatz eingerichtet. Ab 1935 wurden hier zur Errichtung des Tschechoslowakischen Walls die ersten Prototypen der schweren Bunkeranlagen errichtet und auf ihre Wirksamkeit hin getestet. Nach der deutschen Besetzung der Tschechoslowakei übernahm die Wehrmacht die Anlagen als Truppenübungsplatz Kammwald.
Während der kommunistischen Herrschaft wurde der Platz ab 1948 erweitert, die Orte Amerika, Hrachoviště (Hrachowischt), Kolvín (Kolwin), Padrť (Padert), Skořice (Skorschitz), Štítov (Stittow), Teslíny, Velci, Vísky und Záběhlá (Sabechlau) wurden abgesiedelt. Zwischen 1968 und 1969 waren auf dem Truppenübungsplatz sowjetische Streitkräfte und Truppen anderer Warschauer-Pakt-Staaten  (siehe Prager Frühling) unter primitiven Bedingungen stationiert.
Auf dem Gelände des Truppenübungsplatzes befindet sich das nach 1880 von Hieronymus Graf Colloredo-Mansfeld errichtete Jagdschlösschen Tři trubky (deutsch „Drei Röhren“). Es diente seit der militärischen Nutzung des Terrains (u. a. Tomáš Garrigue Masaryk, Edvard Beneš und Walther von Brauchitsch 1942–1945 nach seiner aktiven Zeit als Generalfeldmarschall) als Domizil und ist bis heute besonderen Gästen vorbehalten.
Teile des Geländes waren seit den 1990er Jahren an Samstagen, Sonn- und Feiertagen öffentlich zugänglich.
Von Anfang 2007 bis September 2009 rückte der Truppenübungsplatz in den Blick der tschechischen Öffentlichkeit. Grund war der Plan der US-Armee, in der Tschechischen Republik eine Radaranlage für ihr Nationales Raketenabwehrsystem zu errichten und in diesem Zusammenhang auch amerikanische Soldaten zu stationieren. Die tschechische Armeeführung nannte Brdy als geeignetsten Standort. Im September 2009 teilte US-Präsident Barack Obama mit, dass es keine Radarstation in Tschechien geben wird.
Auf dem Gebiet lebten Ende 2007 35 Personen, zu Beginn des Jahres 2015 waren es 27.

## Auflösung
Der Truppenübungsplatz Brdy wurde am 31. Dezember 2015 aufgehoben. Die 27 Katastralbezirke wurden den umliegenden Ortschaften zugeteilt:
- Borovno v Brdech zur Gemeinde Borovno,
- Bratkovice v Brdech zur Gemeinde Bratkovice,
- Dobřív v Brdech zur Gemeinde Dobřív,
- Drahlín v Brdech zur Gemeinde Drahlín,
- Felbabka v Brdech zur Gemeinde Felbabka,
- Číčov v Brdech zur Gemeinde Spálené Poříčí,
- Hvozdec v Brdech zur Gemeinde Hvozdec,
- Chaloupky v Brdech zur Gemeinde Chaloupky,
- Jince v Brdech zur Gemeinde Jince,
- Křešín v Brdech zur Gemeinde Křešín,
- Láz v Brdech zur Gemeinde Láz,
- Malá Víska v Brdech zur Gemeinde Malá Víska,
- Mirošov v Brdech zur Gemeinde Mirošov,
- Míšov v Brdech zur Gemeinde Míšov,
- Nepomuk v Brdech zur Gemeinde Nepomuk,
- Obecnice v Brdech zur Gemeinde Obecnice,
- Ohrazenice v Brdech zur Gemeinde Ohrazenice,
- Podluhy v Brdech zur Gemeinde Podluhy,
- Sádek v Brdech zur Gemeinde Sádek,
- Strašice v Brdech zur Gemeinde Strašice,
- Skořice v Brdech zur Gemeinde Skořice,
- Štítov v Brdech zur Gemeinde Štítov,
- Trokavec v Brdech zur Gemeinde Trokavec,
- Těně v Brdech zur Gemeinde Těně,
- Věšín v Brdech zur Gemeinde Věšín,
- Vranovice v Brdech zur Gemeinde Vranovice,
- Zaječov v Brdech zur Gemeinde Zaječov

Im zentralen Teil des Gebietes ist in den Jahren 2016 bis 2017 eine Sanierung der militärischen Hinterlassenschaften geplant, wobei auch die Munitionsreste beräumt werden sollen. Ausgenommen bleiben die Einschussgebiete am Tok und am Houpák, die weiterhin für die Öffentlichkeit gesperrt bleiben müssen. Als Standortübungsplatz (posádkove svičiště) wird der Ostteil des Gebietes bei Jince weiterhin militärisch genutzt.